# Svenska institutet för systemutveckling
Svenska institutet för systemutveckling (SISU), var ett svenskt forskningsinstitut inom informationsteknik som grundades 1984, med Janis Bubenko som en av initiativtagarna, startade sin verksamhet 1985 med Bubenko som chef, och lades ner 1999, då den återstående verksamheten övertogs av Institutet för medieteknik (IMT).